# Ladislav Burian z Valdštejna
Ladislav Burian z Valdštejna (řečený Latzko, 1596? – 8. října 1645 Praha) byl český šlechtic z žehušické větve rodu Valdštejnů, majitel panství Žehušice a Světlá nad Sázavou, voják a vojevůdce. Během třicetileté války budoval vojenskou kariéru jako plukovník v habsburské císařské armádě, krátce také vykonával úřad vrchního zemského velitele pro České království. Výrazně se podílel zejména na obraně českých zemí proti švédskému vpádu v pozdní fázi války.

## Životopis

### Mládí
Narodil se jako syn majitele panství a císařského číšníka Adama staršího z Valdštejna (15??–1615). Ten koupil Žehušice a díky manželství s Veronikou Trčkovou z Lípy měl Burian Ladislav nárok na panství Opočno. Vykonal se svým bratrem okolo roku 1627 tzv. kavalírskou cestu do Francie a po návratu byl přijat do řad císařské armády, kde mu byla posléze udělena hodnost plukovníka. Od roku 1632 směl užívat hraběcí titul. V souvislosti s vraždou Albrechta z Valdštejna v Chebu byl majetek Trčků zkonfiskován a Burian Ladislav za složitých poměrů získal z trčkovského majetku alespoň panství Světlá nad Sázavou se čtyřiceti vesnicemi. Panství Světlá později rozšiřoval dalšími nákupy (Vlastějovice, Kounice).

### Třicetiletá válka
Roku 1638 převzal po smrtí hraběte Baltazara Marradase funkci vrchního zemského velitele pro České království, kterou vykonával do roku 1639, a v nepřítomnosti generála Maxmiliána z Valdštejna také funkci velitele Prahy. Roku 1639 získal též funkci císařského komorníka a na jaře téhož roku byl také krátce hejtmanem Čáslavského kraje, později se stal členem dvorské válečné rady.
Po vpádu švédské armády pod velením generála Lennarta Torstensona do Čech byl umístěn na česko-lužickou hranici v okolí Děčína a Litoměřic, kde se se svými vojsky snažil švédskému náporu čelit. V listopadu téhož roku donutil Švédy k vyklizení obsazené Mladé Boleslavi, jeho vojska však následně město vyplenilo. Za prokázané zásluhy byl z vůle Ferdinanda III. a vojenského velitele Matyáše Gallase roku 1643 pověřen obléháním Olomouce, která byla ve švédském držení od roku 1642. Nemoc jeho tažení zdržela, v červnu 1644 pak velel obléhacím operacím města, které ani po devíti měsících nakonec nepřinesly úspěch. Kvůli zaháhení Torstensonova tažení z Čech přes Moravu na Vídeň obléhání v březnu 1645 přerušil a vojsko se vydalo švédské armádě vstříc. Valdštejn spolu s voji generála Jana Kryštofa z Buchheimu zaujal pozice u Uherského Hradiště, vídeňské tažení Švédů však bylo nakonec fatálně narušeno bezvýsledným obléháním Brna v květnu 1645. S šesti sty jezdci se pak vydal na podporu Vídně.

### Úmrtí
Ladislav Burian z Valdštejna zemřel 8. října 1645 v Praze na blíže neurčenou nemoc. Byl pohřben v malostranském kostele sv. Mikuláše.

### Po smrti
Ladislav Burian během své kariéry v armádě vedl značně nehospodárný život a svůj majetek zatěžoval dluhy, které v době jeho smrti dosáhly výše bezmála 80 000 zlatých. Nátlak věřitelů vedl k řadě soudních procesů, které se táhly bezmála dvacet let. Panství Světlá bylo mezitím rozprodáváno po částech, zatímco Žehušice jako celek s třiceti vesnicemi koupil v roce 1661 hrabě Michael Osvald z Thun-Hohensteinu.

### Rodinný život
Jeho manželkou byla od roku 1622 Anna Marie ze Starhembergu (1600–1682), která po manželově smrti a ztrátě majetku ve východních Čechách přesídlila do Vídně. Měli spolu sedm dětí. Ze synů starší Maxmilián Adam (1627–1706) dosáhl hodností císařského tajného rady a člena říšské dvorské rady. Další syn Bertold Vilém (1640–1724) byl dlouholetým hejtmanem Hradeckého kraje (1695–1712) a po své manželce zdědil panství Lázně Bělohrad, kde zahájil stavbu zámku podle projektu J. B. Santiniho.